# Theodore H. Von Laue
Theodore H. von Laue (Frankfurt, 1916-Worcester, 2000) fue un historiador estadounidense de origen alemán.

## Biografía
Nacido en la ciudad alemana de Frankfurt en 1916, en 1937 emigró a los Estados Unidos. Fue autor de obras como Leopold Ranke: The Formative Years (Princeton University Press, 1959), sobre el historiador alemán Leopold von Ranke; Sergei Witte and the Industrialization of Russia (Columbia University Press, 1963), sobre el ministro de Hacienda ruso Serguéi Witte; Why Lenin? Why Stalin?: A Reappraisal of the Russian Revolution, 1900-1930 (J. B. Lippincott, 1964); The Global City: Freedom, Power, and Necessity in the Age of World Revolution (J. B. Lippincott, 1969); o The World Revolution of Westernization: The Twentieth Century in Global Perspective (Oxford University Press, 1987); entre otras. Falleció en Worcester, estado de Massachusetts, en el año 2000.